# رافائيل جي. موسى
رافائيل جي. موسى هو محامي وسياسي أمريكي، ولد في 20 يناير 1812 في تشارلستون في الولايات المتحدة، وتوفي في 13 أكتوبر 1893 في إقليم بروكسل العاصمة في بلجيكا. انتخب عضو مجلس نواب جورجيا ‏.